# 21世紀のブレイクダウン (曲)
「21世紀のブレイクダウン」（21st Century Breakdown）は、アメリカのロックバンド、グリーン・デイの楽曲。バンドの8枚目のアルバム、『21世紀のブレイクダウン』の2曲目に収録され、アルバムからの4枚目のシングルとしてカットされた。シングルは、ビルボードの"Japan Hot 100"チャートで92位、フランスのシングルチャートで41位、ドイツのシングルチャートで71位にランクインしている。
作詞はビリー・ジョー・アームストロング、作曲はグリーン・デイ。

## 概要
アコースティックギターやピアノによるイントロで始まり、トレ・クールによるドラム、ビリーによるギター、マイク・ダーントによるベースによって演奏される。曲の中盤にはドラムのテンポが変わり、ギターの調子も激しくなり、盛り上がっていくようになっている。
また、本曲にはプロモーション・ビデオが制作されている。このプロモーション・ビデオはコンピュータグラフィックスを利用しており、ビデオにはバンドメンバーも登場する。加えて、本曲は2009年以降のグリーン・デイのツアーのオープニングで演奏されている。